# Elecciones parlamentarias de Groenlandia de 2009

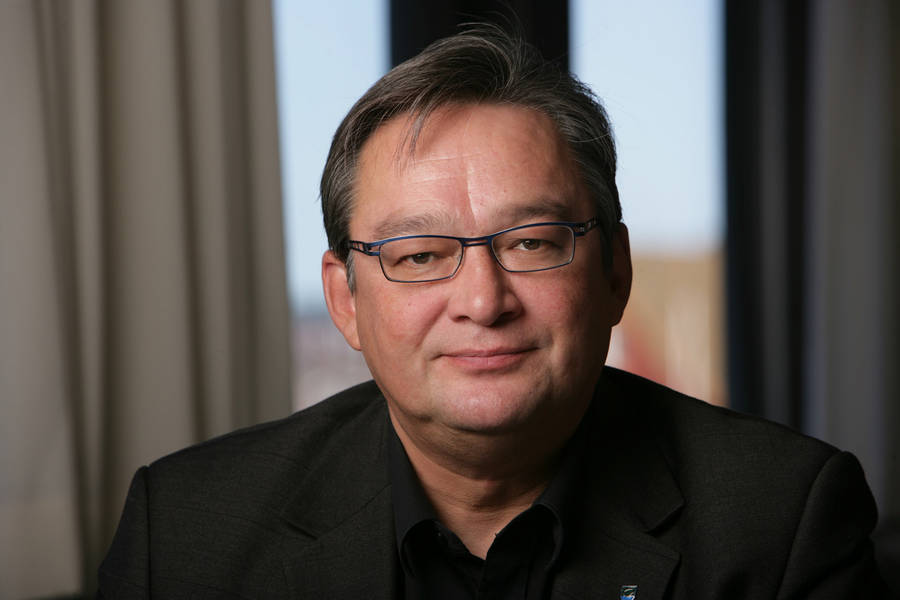
Kuupik Kleist, primer ministro de Groenlandia

Las elecciones parlamentarias de Groenlandia de 2009 se llevaron a cabo el 2 de junio de 2009. Se llevó la victoria el Inuit Ataqatigiit y su candidato Kuupik Kleist que se convirtió en primer ministro de Groenlandia.

## Resultados
| Partido | Votos 2009 | % 2009 | Escaños 2009 | % 2005 | Escaños 2005 |
| --- | ---------- | ------ | ------------ | ------ | ------------ |
| Inuit Ataqatigiit | 12,457     | 43.7   | 14           | 22.4   | 7            |
| Siumut | 7567       | 26,5   | 9            | 30,7   | 10           |
| Demokraatit | 3620       | 12,7   | 4            | 22,8   | 7            |
| Atassut | 3094       | 10,9   | 3            | 19,1   | 6            |
| Kattusseqatigiit | 1084       | 3,8    | 1            | 4,1    | 1            |
| Sorlaat Partiit | 383        | 1,3    | 0            | -      | -            |
| Otros | 70         | 0,2    | 0            | 0,7    | 0            |
| Afluencia= 74,9% (2005: 74,9%) |            |        | 31           |        | 31           |
| Fuente: The Greenlandic Electoral System] (enlace roto disponible en Internet Archive; véase el historial, la primera versión y la última). |            |        |              |        |              |